# Мухаммед II ібн Махмуд
Мухаммед II (*1128 — 1159) — 6-й султан Іраку в 1153—1159 роках. Повне ім'я — Гіяс аль-Даула ад-Дін мухамед ібн Махмуд.

## Життєпис
Походив з династії Сельджукидів. Син Махмуда II, султана Великих Сельджуків. Народився у 1128 році. Виховувався разом із братом Малік-шахом в Ширазі. У 1148 році підтримав повстання брата проти стрийка — іракського султана Масуда. В результаті Малік-шах став спадкоємцем трону, а Мухаммед отримав посаді маліка (намісника) Хузістану.
1152 році після смерті Масуда не визнав брата Малік-шаха III новим султаном. У 1153 році скористався послабленням позиції султана через дії його емірів, Мухаммед швидко рушив на Гамадан. Він завдав Малік-шаху III поразки й сам став султаном.
Новий володар Мухаммед II запроторив колишнього султана до в'язниці. Водночас його довелося боротися проти численних емірів, що стали фактично самостійними. В цей час багдадський халіф аль-Муктафі також вийшов з-під порядкування. 1154 році султан спробував захопити Багдад, проте марно. У 1155 році той підтримав претендента на трон султанів Іраку — Сулейман-шаха. Після цього проти Мухаммеда II виступило військо халіфату, яке він розбив в Аджемському Іраку. Після цього переміг Сулейман-щаха, якого було схоплено та запроторено до фортеці в Реї.
У 1157 році Мухаммед II в союзі з Кутб-ад-Діном Маудуді Зангідом, еміром Мосула, знову взяв в облогу Багдад. Спочатку вдалося захопити західну частину міста, втім спроби зайняти східну зазнали поразки. Повстання на сході держави на чолі із Сулейман-шахом (союзником халіфа) та Малік-шахом, що втік з в'язниці, змусили Мухаммеда II відступити, за ним відійшов емір Мосула. Султану вдалося відбити усі напади.
Надалі змушений був розпочати кампанію проти Ільдегізідів в Аррані (сучасний Південний Азербайджан, Іран), до яких зумів втекти Сулейман-шах. У вирішальній битві в 1159 році біля Нахчивану султан завдав супротивникам нищівної поразки. Втім не зміг скористатися цим успіхом, оскільки невдовзі захворів, а незабаром й помер у Хамадані. Новим султаном став Сулейман-шах.